# Волский, Михаил Иванович
Михаи́л Ива́нович Во́лский (10 [23] июля 1900 — 14 декабря 1983 года) — российский учёный — инженер и биолог, доктор технических наук, доктор биологических наук, профессор, заслуженный деятель науки и техники РСФСР.

## Биография
Родился в селе Широково Ветлужского уезда Костромской области в семье дьякона.
Учился в Кужбольской средней школе, Макарьевском духовном училище, один год — в Костромской духовной семинарии. Работал сельским учителем и директором школы.
В 1927 году окончил Нижегородский государственный университет по специальности инженер-механик. Работал на предприятиях Нижегородского мельничного треста.
С 1931 года преподавал сопротивление материалов в Горьковском институте инженеров водного транспорта (ГИИВТ). Создал научную лабораторию и кафедру сопротивления материалов. Вёл исследования по установлению причин аварий машин, механизмов и судовых паровых котлов. По этой проблеме подготовил и защитил в 1938 году докторскую диссертацию. Профессор (1939).
В период Великой Отечественной войны лаборатория и кафедра Волского выполнили более 1400 заказов оборонной промышленности по исследованию материалов, используемых в авиации, артиллерии, при строительстве танков и судов.
С 1946 года работал над изучением роли азота воздуха в жизнедеятельности организмов. В 1961 году создал при Горьковском университете Специальную научно-исследовательскую лабораторию по усвоению атмосферного азота живыми организмами (СНИЛУА). В 1964 году защитил докторскую диссертацию по биологии.
10 сентября 1968 г. в Гоcyдарственном реестре открытий СССР за № 62 с приоритетом от 19 декабря 1951 г. внесено открытие Волского. Его формула: «Установлено неизвестное ранее свойство высших животных и высших растений усваивать азот атмосферы, необходимый для их нормальной жизнедеятельности».

## Награды
- орден «Знак Почета» (1940) — за выполнение важных для народного хозяйства научных исследований;
- орден Трудового Красного Знамени (1942) — за вклад в укрепление обороноспособности страны;
- орден Трудового Красного Знамени (1959) — за работу по определению напряжений в корпусах судов, предназначенных для плавания по Волге, в том числе первых судов на подводных крыльях «Ракета».

Заслуженный деятель науки и техники РСФСР (1979).
Также награждался медалями.

## Память
В честь ученого назван грузовой теплоход типа река-море «Профессор Волский».

## Труды
Автор трудов по истории, древнерусскому искусству, российскому книгопечатанию. Однако основные работы посвящены биологии и физиологии:
- О наличии воздуха в плевральной полости и новой концепции акта дыхания. Горький: ГИИВТ, 1948.
- Новая концепция дыхания. Издание исправленное и дополненное. Горький: Горьковское книжное издательство, 1954.
- Новая концепция дыхания. Издание 4-е, исправленное и дополненное. Горький, 1961 г. 523 с.
- Волский М. И. (ред.). Усвоение атмосферного азота животными и высшими растениями. Сборник статей. Горький, 1970.
- Об участии молекулярного азота в метаболизме высших организмов // Испытания материалов и конструкций: Сб. науч. тр. Н. Новгород: Интелсервис, 1996.